# UK Blak
UK Blak es el álbum debut como solista de Caron Wheeler después de trabajar con el grupo Soul II Soul. Fue lanzado en mayo de 1990 con cuatro sencillos, uno de los cuales alcanzó el #1 en el Billboard Hot Dance Club Play.

## Información del álbum
Caron Wheeler demostró ser una gran promesa cuando estaba con Soul II Soul, pero la diva lanzó su carrera en solitario con un individualista UK Blak. El álbum contiene elementos del hip-hop, sin embargo, se basa en gran medida en la música soul y en el patrimonio del gospel. UK Blak tiene mucho más estilo que los álbumes de R&B de los 90s, con un evidente y fascinante neo soul que se puede apreciar en "Blue (Is the Colour of Pain)" y la exitosa "Livin' in the Light". El reggae mantuvo durante mucho tiempo una enorme popularidad en la comunidad afro-británica, y Wheeler se centra en la parte más lúdica del reggae con resultados muy agradables en "Jamaica" y "Proud".

## Lista de canciones
| N.º | Título                                     | Escritor(es)                                              | Productor(es)                   | Duración |  |
| 1.  | «UK Blak»                                  | Caron Wheeler, Carl McIntosh                              | Caron Wheeler, Carl McIntosh    | 4:21     |  |
| 2.  | «Livin' in the Light»                      | Caron Wheeler, N.P. Hall                                  | Caron Wheeler, Afrika Bambaataa | 4:35     |  |
| 3.  | «Blue (Is the Colour of Pain)»             | Caron Wheeler, Mark Brydon, A. Dust                       | Mark Brydon                     | 4:56     |  |
| 4.  | «No Regrets»                               |                                                           | Blacksmith                      | 3:51     |  |
| 5.  | «This Is Mine»                             | Caron Wheeler, T. Atkins, P. Trotman, K. Atkins, M. Harry | Blacksmith                      | 4:01     |  |
| 6.  | «Don't Quit»                               | Jimmy Haynes                                              | Jimmy Haynes                    | 4:22     |  |
| 7.  | «Enchanted»                                |                                                           | Raymond Simpson                 | 4:26     |  |
| 8.  | «Never Lonely»                             |                                                           | Twilight Firm                   | 4:10     |  |
| 9.  | «Song for You»                             |                                                           | Jimmy Haynes                    | 4:12     |  |
| 10. | «Somewhere»                                |                                                           | Derek Johnson                   | 4:12     |  |
| 11. | «Proud»                                    |                                                           | Steely & Clevie                 | 4:48     |  |
| 12. | «Kama Yo»                                  |                                                           | Twilight Firm                   | 5:05     |  |
| 13. | «Jamaica»                                  |                                                           | Steely & Clevie                 | 3:58     |  |
| 14. | «Livin' in the Light (The Original Story)» | Caron Wheeler, N.P. Hall                                  | Caron Wheeler, Afrika Bambaataa | 5:44     |  |

## Listas musicales

### Álbum
| Año  | Lista musical                | Posición más alta | Período    |
| ---- | ---------------------------- | ----------------- | ---------- |
| 1990 | Billboard Hot 200            | 133               | 7 semanas  |
| 1990 | Billboard R&B/Hip-Hop Albums | 30                | 30 semanas |

### Sencillos
| Año  | Sencillo                       | Reino Unido | EE.UU | EE.UU R&B | EE.UU. Dance |
| ---- | ------------------------------ | ----------- | ----- | --------- | ------------ |
| 1990 | "Livin' in the Light"          | 14          | 53    | 3         | 1            |
| 1990 | "UK Blak"                      | 40          | -     | 44        | ?            |
| 1991 | "Blue (Is the Colour of Pain)" | -           | -     | 37        | ?            |
| 1991 | "Don't Quit"                   | 53          | -     | -         | ?            |